# It's Not Over (Daughtry)
It's Not Over è un singolo del gruppo musicale statunitense Daughtry, pubblicato il 21 novembre 2006 come primo estratto dal primo album in studio Daughtry.

## Successo commerciale
Il singolo ottenne successo negli Stati Uniti e in Europa.

## Video musicale
Il videoclip mostra in gran parte il gruppo esibirsi in concerto alternando scene nel quale compare una ragazza e scene girate in varie location tra cui un supermercato e una casa privata.